# Хоффман, Ян Непомуцен
Ян Непомуцен Хоффманн (чеш. Jan Nepomuk František Hoffmann, нем. Johann Nepomuk Franz Hoffmann, пол. Jan Nepomucen Hoffmann; 1753, Кельч, Злинский край, Чехия — 21 декабря 1835, Львов, Австрийская империя) — доктор права Львовского университета (1785), генеральный визитатор начальных школ Галиции, ректор Ягеллонского (1805/06) и Львовского университетов (1808/09), администратор Львовского капитул (1812), аббат доминиканского монастыря Жовквы (1822), первый директор приюта и заведения глухонемых (1830) Яна Непомуцена Хоффманна. За деятельность для сирот, глухонемых стал почетным гражданином Львова (1831), получил Австрийский орден Леопольда.

## Биография
Ян Непомуцен Хоффманн родился в чешско-немецкой семье в Моравии, которая тогда входила в Священной Римской империи. После начальной школы учился в гимназиях Градиште и Микулова. В Оломоуце получил звание магистра философии и бакалавра религии, после чего местный епископ рукоположил на диакона и из-за недостаточного возраста для посвящения в священника дал разрешение на продолжение образования в университете Вены. Здесь он изучал право (в частности, костельное) у известного профессора Мартини, что позволило впоследствии получить докторат костельного права. В Вене при костеле Маргариты Хоффманн стал диаконом, был рукоположён архиепископом Вены Мигацци в священника (1776). Императрица Мария-Терезия назначила Хоффманна директором начальных школ Королевства Галиции и Лодомерии для внедрения современных учебных программ. Одновременно выполнял функции священника и исповедника для новоприбывших немецкоязычных жителей, произнося проповеди на немецком языке. С 9 сентября 1784 почётный каноник, через три месяца каноник капитулы львовской катедры, генеральный визитатор начальных школ. Начал обучение учительниц в одном из монастырей города. С 12 ноября 1785 доктор права львовского университета. В 1787 по распоряжению императора Иосифа II университет реформировали в капитулу, после чего Хоффманн предназначен схоластом капитулы. С 1791 становится представителем львовского архиепископа при университете, где с 1801 становится проректором. В капитуле 1797 становится суффраганом, 1800 официалом, с 1801 прелатом кафедры, получил звание ц.к. императорского советника.
Как доктор канонического права, бакалавр теологии был направлен в 1805 в Краков руководителем теологических наук при реорганизованном университете, где стал ректором (1805—1806). После смерти архиепископа был суффраганом краковским, схоластом капитулы, препозитом Мариацкого костёла.
Вернулся 1806 во Львов, занял в капитуле прелатуру пробста кафедры, ректора лицея (1808—1809), администратора архиепархии (1811/12). Перед избранием нового архиепископа стал инфулатом Тарнува, впоследствии аббатом доминиканского монастыря Жовквы (1822).
Предоставил 5.000 гульденов для своего фонда детям-сиротам 1830. Благодаря нескольким фондам заложил приют-школу для глухонемых детей, директором которого он стал в 1831 (впоследствии перенесена на улицу Лычаковскую 35). В благодарность за взнос был провозглашен почетным гражданином города. Примерно в это время он составил завещание для своих 200.000 гульденов в деньгах и ценных бумагах, назначил его генеральным распорядителем институт убогих города. По ценным бумагам 21.000 гульденов предназначалась капитуле львовской катедры для сестер милосердия и беднейшего прихода, военном госпиталя Вены на 1.000 гульденов, госпиталь св. Лазаря и приют Львова по 13.040 гульденов, заведения глухонемых по 3279 гульденов. Было заложено 16 сберегательных книжек, в частности для учителя заведения глухонемых (1), определённой монахинями девушке-сироте (1), учителям начальной школы (2), магистрата города для бедного чиновника, мещанина, сироты (3). Умер во Львове в возрасте 82 лет.
В честь Яна Непомуцена Хоффманна назвали в 1895 году новую улицу, которая была проложена недалеко от заведения глухонемых, которую 1944 называют улицей Чехова.